# Region Dalekiej Północy

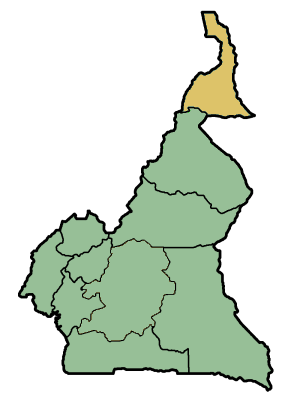
Położenie Regionu Dalekiej Północy na mapie Kamerunu

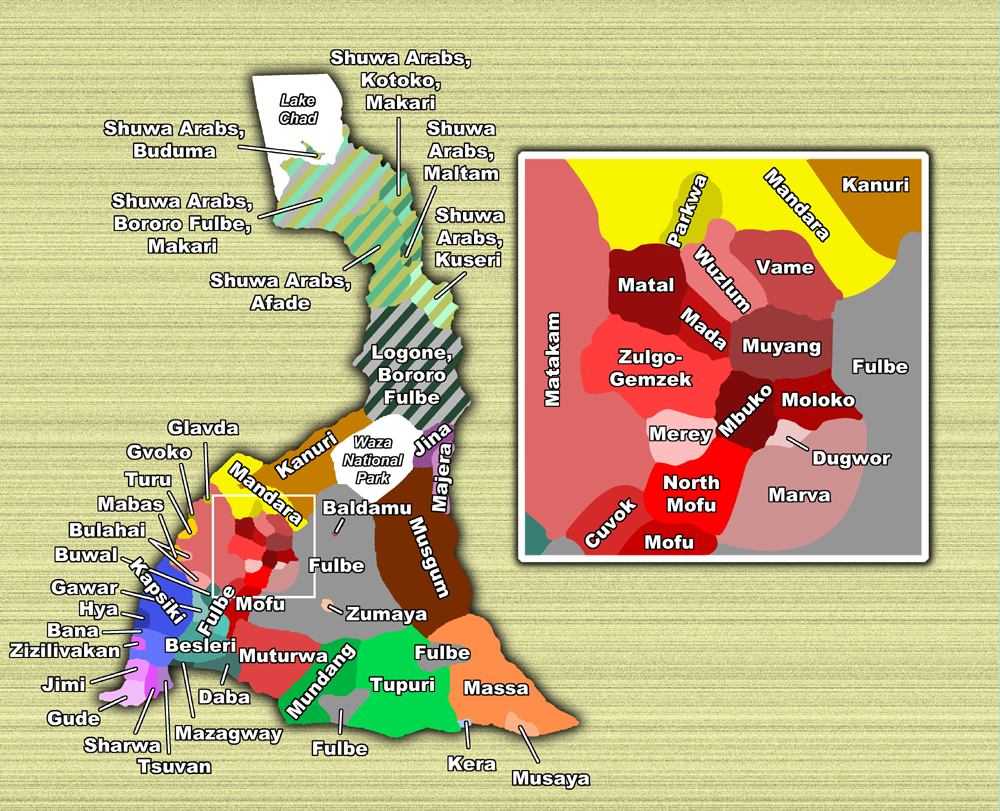
Rozmieszczenie poszczególnych grup etnicznych na terenie regionu

Region Dalekiej Północy (ang. Far North Region, fr. Région de l’Extrême-Nord) – region Kamerunu. Jego stolica to Maroua. Obszar 34 246 km² zamieszkuje około 1 855 tys. ludzi (1987). 

## Gospodarka

### Transport
Przez region przebiegają trzy główne drogi. Droga nr 1 prowadząca z Jaunde przez Maltam i dalej do Mora, Kousséri i Nigerii. Droga nr 12 prowadzi z Maroua do Yagoua. Droga nr 14 wiedzie z Mora do Nigerii przez Kerawa. Odcinki pomiędzy Maroua i Kousséri, Maroua i Mokolo i z Maroua na południe do Garoua są utwardzone. Pozostałe drogi regionu są nieutwardzone i ich przejezdność zależy od pogody. Sytuację dodatkowo utrudnia fakt, iż w porze deszczowej bywają problemy z dostawami paliwa. 
Transport zbiorowy na głównych trasach jest obsługiwany przez autobusy, zaś na mniej popularnych kierunkach ich rolę pełnią prywatne samochody i motocykle. Narastającym problemem jest bandytyzm na drogach.
W miastach Maroua, Koza, Méri, Waza, Yagoua i Kaélé funkcjonują lotniska.
Rzeki Logone i Szari są żeglowne w czasie pory deszczowej.

### Turystyka
Na terenie regionu znajduje się wiele spośród atrakcji turystycznych Kamerunu. Park narodowy Waza jest najpopularniejszym i najlepiej zarządzanym parkiem w Kamerunie. Inną atrakcją przyciągającą turystów są piękne krajobrazy. Góry Mandara wraz z Rhumsiki Peak są celem dla miłośników górskich wycieczek.

## Administracja i warunki społeczne

### Administracja lokalna

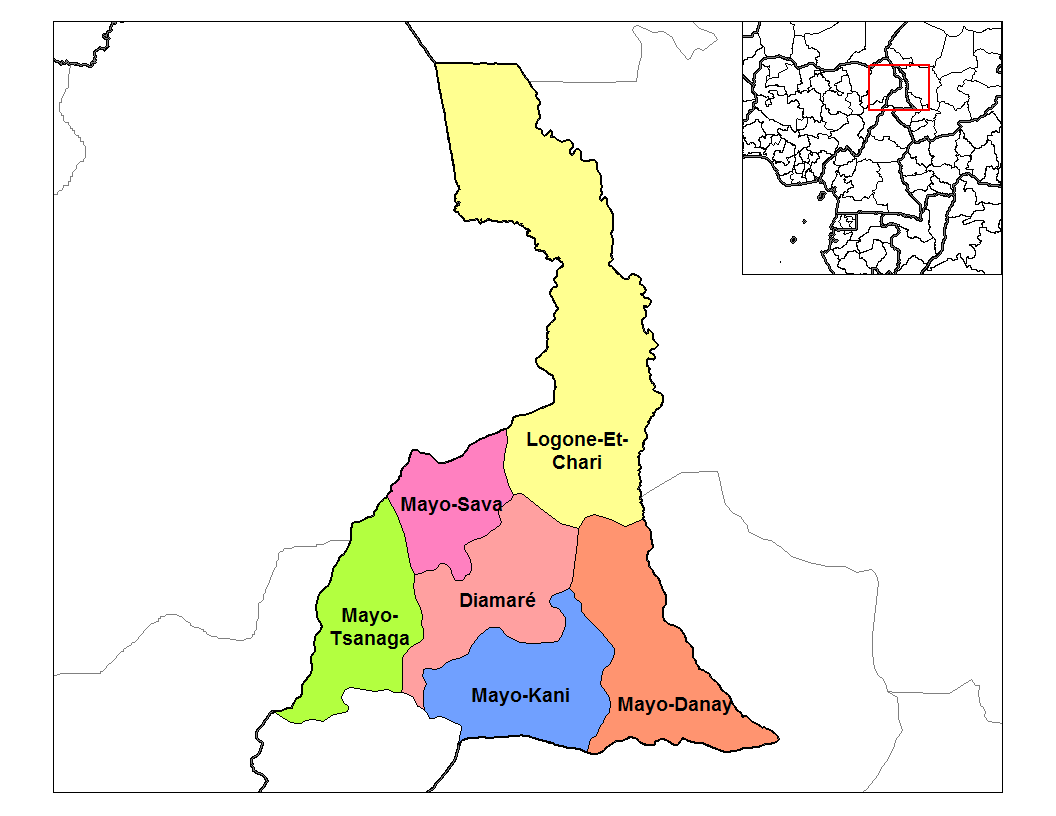
Departamenty Regionu Dalekiej Północy

Region jest podzielony na sześć departamentów: Diamaré ze stolicą w Maroua, Mayo-Kani ze stolicą w Kaélé, Logone-et-Chari ze stolicą w Kousséri, Mayo-Danay ze stolicą w Yagoua, Mayo-Sava ze stolicą w Mora i Mayo-Tsanaga ze stolicą w Mokolo. Na czele regionu stoi mianowany przez prezydenta gubernator. Na czele departamentu stoi, także mianowany przez prezydenta, prefekt.